# Франческо Габани
Франчѐско Габа̀ни (на италиански: Francesco Gabbani) (Карара, 9 септември 1982) е италиански певец и автор на песни.
След като участва на музикалния фестивал „Санремо“ за млади таланти (Sanremo Giovani), му е позволено да участва и на 66-ото издание на фестивала с песента Amen („Амин“), с която завоюва първо място в категорията „Нови предложения“ (Nuove Proposte). Следващата година участва повторно на музикалния фестивал – този път в категорията „Шампиони“ (Campioni) с песента Occidentali's karma („Кармата на западняците“), която му носи втората поредна победа на музикалния фестивал. Той е първият певец победител в две категории две поредни години.

## Биография

### Детство и юношество
Роден в Карара на 9 септември 1982 г., Франческо навлиза в света на музиката още от най-крехка възраст благодарение на семейството си, което притежава магазин за музикални инструменти. Първоначално се насочва към барабаните, но скоро след това проявява желание да свири на китара, на която се учи като дете и юноша. Свири на пиано и на бас китара.

### „Санремо“ 2016 и 2017
През есента на 2015 г. Франческо се явява на кастинг за музикалния фестивал „Санремо“. Избран от журито на Sanremo Giovani, той е един от осемте артисти, които ще участват на 66-ото издание на фестивала в категорията „Нови предложения“ (Nuove Proposte), с песента Amen (Амин).
На 11 февруари 2016 г. първоначално е елиминиран заради загубата си на музикалното предизвикателство срещу певицата Миеле, но поради технически проблем в пресцентъра се провежда повторното гласуване, което позволява на Габани да продължи напред към финала. На следващия ден певецът се изкачва до първо място, носещо му победата в категорията „Нови предложения“. Удостоен е и с наградата на критиката „Мия Мартини“ и с наградата „Серджо Бардоти“ за най-добър текст на песен на фестивала. Amen е удостоена с платинен диск.
от 6 май същата година по радиата започва да звучи сингълът Eternamente ora, включен в едноименния студиен албум на певеца, последван от синглите In equilibrio и Foglie al gelo.
След победата си на „Санремо“ в категорията „Нови предложения“ през 2016 г. на 12 декември същата година телевизионният водещ Карло Конти съобщава, че Франческо отново ще участва и на следващото издание на фестивала – този път в категорията „Шампиони“ (Campioni) с песента Occidentali's karma („Кармата на западняците“). По време на финалната пета вечер на фестивала на 12 февруари 2017 г. Франческо повтаря миналогодишния си успех, като се класира на първо място в категорията си. Това му позволява да представи Италия на песенния конкурс „Евровизия“, който ще се проведе в Киев, Украйна същата година през месец май.
Габани е автор на песните L'amore sa, включена в албума Scriverò il tuo nome на Франческо Ренга, на Il bambino col fucile („Детето с пушката“), включена във втория съвместен студиен албум на Мина и Адриано Челентано Le migliori („Най-добрите“), и на саундтрака към филма Poveri ma ricchi („Бедни, но богати“) на Фаусто Брици с участието на Кристиан Де Сика и Енрико Бриняно, излязъл по кината на 15 декември 2016 г.

## Дискография

### Студийни албуми
- 2013 – Greitist Iz
- 2016 – Eternamente ora
- 2017 – Magellano

### Сингли
- 2011 – Estate
- 2011 – Maledetto amore
- 2013 – I dischi non si suonano
- 2013 – Clandestino
- 2016 – Amen
- 2016 – Eternamente ora
- 2016 – In equilibrio
- 2016 – Foglie al gelo
- 2017 – Occidentali's karma